# Gonatocerus nigrithorax
Gonatocerus nigrithorax är en stekelart som först beskrevs av Dmitriy Alekseevich Ogloblin 1953.  Gonatocerus nigrithorax ingår i släktet Gonatocerus och familjen dvärgsteklar. Inga underarter finns listade i Catalogue of Life.